# 昂皮爾 (阿拉巴馬州)
昂皮爾（英語：Empire）是位於美國阿拉巴馬州沃克縣的一個非建制地區。該地的面積和人口皆未知。

## 地理
昂皮爾的座標為33°48′30″N 87°00′38″W / 33.80833°N 87.01056°W，而該地的平均海拔高度為155米（即509英尺）。